# Ермаковское сельское поселение (Любимский район)
Ермаковское сельское поселение — муниципальное образование в составе Любимского района Ярославской области. Административным центром сельского поселения является деревня Ермаково.

## История
Ермаковское сельское поселение образовано 1 января 2005 года в соответствии с законом Ярославской области № 65-з от 21 декабря 2004 года «О наименованиях, границах и статусе муниципальных образований Ярославской области», границы сельского поселения установлены в административных границах Ермаковского, Кирилловского, Пигалевского и Покровского сельских округов.

## Население
| 2007  | 2010  | 2011  | 2012  | 2013  | 2014  | 2015  |
| ----- | ----- | ----- | ----- | ----- | ----- | ----- |
| 1487  | ↘1241 | ↘1240 | ↗1248 | ↘1193 | ↘1187 | ↘1150 |
| 2016  | 2017  | 2018  | 2019  | 2020  | 2021  |       |
| ↘1149 | ↘1083 | ↗1093 | ↘1077 | ↘1050 | ↘908  |       |

## Состав сельского поселения
В состав сельского поселения входят 75 населённых пунктов. 
| №  | Населённый пункт  | Тип населённого пункта          | Население | Сельский округ |
| -- | ----------------- | ------------------------------- | --------- | -------------- |
| 1  | Алексеевка        | деревня                         | →0        | Кирилловский   |
| 2  | Алешино           | деревня                         | →3        | Пигалевский    |
| 3  | Белоглазово       | деревня                         | →0        | Пигалевский    |
| 4  | Болваново         | деревня                         | ↗2        | Ермаковский    |
| 5  | Бряково           | деревня                         | ↘0        | Покровский     |
| 6  | Варлыгино         | деревня                         | ↘10       | Кирилловский   |
| 7  | Василево          | деревня                         | ↗3        | Ермаковский    |
| 8  | Гиганово          | деревня                         | ↘0        | Кирилловский   |
| 9  | Григорово         | деревня                         | ↗1        | Ермаковский    |
| 10 | Дмитриевка        | деревня                         | →0        | Кирилловский   |
| 11 | Дор               | деревня                         | →4        | Ермаковский    |
| 12 | Елхи              | деревня                         | →0        | Пигалевский    |
| 13 | Ермаково          | деревня, административный центр | ↘380      | Ермаковский    |
| 14 | Ермолино          | деревня                         | ↘4        | Кирилловский   |
| 15 | Железово          | деревня                         | ↗24       | Покровский     |
| 16 | Журавлево         | деревня                         | ↘0        | Ермаковский    |
| 17 | Заповедник        | хутор                           | ↘6        | Пигалевский    |
| 18 | Зиново            | деревня                         | ↘4        | Кирилловский   |
| 19 | Зубово            | деревня                         | ↘3        | Покровский     |
| 20 | Исполино          | хутор                           | ↘0        | Пигалевский    |
| 21 | Карганово         | деревня                         | ↘10       | Пигалевский    |
| 22 | Картополово       | деревня                         | ↘2        | Пигалевский    |
| 23 | Кинтаново         | деревня                         | ↘36       | Кирилловский   |
| 24 | Кинтаново         | село                            | →0        | Кирилловский   |
| 25 | Кипино            | деревня                         | ↘8        | Ермаковский    |
| 26 | Кириллово         | деревня                         | ↘55       | Кирилловский   |
| 27 | Ключевая          | деревня                         | ↘3        | Ермаковский    |
| 28 | Кощеево           | деревня                         | ↗12       | Кирилловский   |
| 29 | Кулижский         | посёлок                         | ↗2        | Покровский     |
| 30 | Лучкино           | деревня                         | ↘0        | Кирилловский   |
| 31 | Макарово          | деревня                         | →0        | Кирилловский   |
| 32 | Минино            | деревня                         | ↘112      | Ермаковский    |
| 33 | Митино            | деревня                         | ↘2        | Кирилловский   |
| 34 | Мотыгино          | деревня                         | →0        | Ермаковский    |
| 35 | Настасьино        | деревня                         | ↘18       | Пигалевский    |
| 36 | Наумово           | деревня                         | ↘11       | Кирилловский   |
| 37 | Нефедово          | деревня                         | →0        | Покровский     |
| 38 | Носково           | деревня                         | →0        | Покровский     |
| 39 | Обнорское         | деревня                         | ↘77       | Пигалевский    |
| 40 | Осиновец          | деревня                         | ↗1        | Пигалевский    |
| 41 | Охотино           | деревня                         | →0        | Пигалевский    |
| 42 | Павловка          | деревня                         | ↘28       | Пигалевский    |
| 43 | Палагино          | деревня                         | ↘0        | Покровский     |
| 44 | Пальцево          | деревня                         | ↘0        | Кирилловский   |
| 45 | Панфилово         | деревня                         | →19       | Ермаковский    |
| 46 | Панфилово         | деревня                         | →0        | Кирилловский   |
| 47 | Перья             | деревня                         | ↘1        | Пигалевский    |
| 48 | Пигалево          | деревня                         | →14       | Пигалевский    |
| 49 | Пирогово          | деревня                         | →0        | Покровский     |
| 50 | Покров            | село                            | ↘149      | Покровский     |
| 51 | Попово            | деревня                         | →0        | Пигалевский    |
| 52 | Поторочино        | деревня                         | ↘11       | Кирилловский   |
| 53 | Починок           | деревня                         | ↗34       | Ермаковский    |
| 54 | Починок-Ананьев   | деревня                         | ↘8        | Пигалевский    |
| 55 | Починок-Усанов    | деревня                         | ↘2        | Пигалевский    |
| 56 | Починок-Шумилов   | деревня                         | ↘4        | Пигалевский    |
| 57 | Прокунино         | деревня                         | ↘3        | Кирилловский   |
| 58 | Пустынь           | деревня                         | ↗4        | Ермаковский    |
| 59 | Пятино            | деревня                         | ↘0        | Ермаковский    |
| 60 | Родники           | деревня                         | ↗6        | Покровский     |
| 61 | Савиново          | деревня                         | →0        | Ермаковский    |
| 62 | Семенково Большое | деревня                         | ↗2        | Покровский     |
| 63 | Семенково Малое   | деревня                         | ↗3        | Покровский     |
| 64 | Слобода           | деревня                         | →32       | Пигалевский    |
| 65 | Сумароково        | деревня                         | ↘10       | Ермаковский    |
| 66 | Тетерино          | деревня                         | ↘8        | Ермаковский    |
| 67 | Тимино            | деревня                         | ↗49       | Пигалевский    |
| 68 | Тимонино          | деревня                         | ↘10       | Пигалевский    |
| 69 | Федково           | деревня                         | →0        | Пигалевский    |
| 70 | Филиппово         | деревня                         | ↘21       | Ермаковский    |
| 71 | Фролово           | деревня                         | →0        | Кирилловский   |
| 72 | Харино            | деревня                         | ↗23       | Ермаковский    |
| 73 | Ченцово           | деревня                         | ↗2        | Кирилловский   |
| 74 | Чернышево         | деревня                         | ↗5        | Пигалевский    |
| 75 | Шипково           | деревня                         | →0        | Покровский     |

Законом Ярославской области от 26 ноября 2019 года были упразднены деревни Красный Слон Ермаковского, Федотово Кирилловского и Косиково Покровского сельских округов.